# Torneo de Sofía
El Torneo de Sofía (denominado oficialmente Garanti Koza Sofia Open) es un torneo oficial de tenis masculino que se disputa en Sofía (Bulgaria), dentro del calendario de los ATP World Tour 250 desde el año 2016. Se disputa en las instalaciones del Arena Armeets.

## Palmarés

### Individual masculino
| Año  | Campeón             | Subcampeón       | Resultado           |
| ---- | ------------------- | ---------------- | ------------------- |
| 2016 | Roberto Bautista    | Viktor Troicki   | 6-3, 6-4            |
| 2017 | Grigor Dimitrov     | David Goffin     | 7-5, 6-4            |
| 2018 | Mirza Bašić         | Marius Copil     | 7-6(6), 6-7(4), 6-4 |
| 2019 | Daniil Medvédev     | Márton Fucsovics | 6-4, 6-3            |
| 2020 | Jannik Sinner       | Vasek Pospisil   | 6-4, 3-6, 7-6(3)    |
| 2021 | Jannik Sinner       | Gaël Monfils     | 6-3, 6-4            |
| 2022 | Marc-Andrea Huesler | Holger Rune      | 6-4, 7-6(8)         |
| 2023 | Adrian Mannarino    | Jack Draper      | 7-6(6), 2-6, 6-3    |

### Dobles masculino
| Año  | Campeones                            | Subcampeones                         | Resultado           |
| ---- | ------------------------------------ | ------------------------------------ | ------------------- |
| 2016 | Wesley Koolhof Matwé Middelkoop      | Philipp Oswald Adil Shamasdin        | 5-7, 7-6(9), [10-6] |
| 2017 | Viktor Troicki Nenad Zimonjić        | Mikhail Elgin Andrey Kuznetsov       | 6-4, 6-4            |
| 2018 | Robin Haase Matwé Middelkoop         | Nikola Mektić Alexander Peya         | 5-7, 6-4, [10-4]    |
| 2019 | Nikola Mektić Jürgen Melzer          | Cheng-peng Hsieh Christopher Rungkat | 6-2, 4-6, [10-2]    |
| 2020 | Jamie Murray Neal Skupski            | Jürgen Melzer Édouard Roger-Vasselin | ret.                |
| 2021 | Jonny O'Mara Ken Skupski             | Oliver Marach Philipp Oswald         | 6-3, 6-4            |
| 2022 | Rafael Matos David Vega Hernández    | Fabian Fallert Oscar Otte            | 3-6, 7-5, [10-8]    |
| 2023 | Gonzalo Escobar Aleksandr Nedovyesov | Julian Cash Nikola Mektić            | 6-3, 3-6, [13-11]   |